# Campeonato Mundial de Tiro al Plato de 2003
El XXX Campeonato Mundial de Tiro al Plato se celebró en Nicosia (Chipre) en el año 2003 bajo la organización de la Federación Internacional de Tiro Deportivo (ISSF) y la Federación Chipriota de Tiro Deportivo.

## Resultados

### Masculino
| Evento               | Oro                                       | Plata                                   | Bronce                               |
| -------------------- | ----------------------------------------- | --------------------------------------- | ------------------------------------ |
| Foso                 | Karsten Bindrich · Alemania · 148+10 pts. | Giovanni Pellielo · Italia · 148+9 pts. | Alexéi Alipov · Rusia · 148+1 pts.   |
| Foso (equipos)       | Rusia · 361                               | Italia · 358                            | Eslovaquia · 358                     |
| Doble foso           | Walton Eller Estados Unidos 192           | Russell Mark Australia 191              | Rajyavardhan Singh Rathore India 189 |
| Doble foso (equipos) | Estados Unidos 418                        | Australia 410                           | Italia · 409                         |
| Skeet                | Andrzej Głyda · Polonia · 146             | Shawn Dulohery Estados Unidos 145+16    | Jin Di China 145+15                  |
| Skeet (equipos)      | Chipre 357                                | China 357                               | Italia · 357                         |

### Femenino
| Evento               | Oro                                   | Plata                               | Bronce                                      |
| -------------------- | ------------------------------------- | ----------------------------------- | ------------------------------------------- |
| Foso                 | Viktoria Chuiko · Ucrania · 92+4 pts. | Roberta Pelosi · Italia · 92+3 pts. | Zuzana Štefečeková · Eslovaquia · 92+2 pts. |
| Foso (equipos)       | Italia · 201                          | China 200                           | España · 200                                |
| Doble foso           | María Quintanal · España · 139+2      | Chen Fang China 139+1+12            | Wang Jinglin China 139+1+11                 |
| Doble foso (equipos) | China 320                             | Estados Unidos 296                  | Rusia · 295                                 |
| Skeet                | Wei Ning China 95+4                   | Katiuscia Spada · Italia · 95+3     | Diána Igaly · Hungría · 94                  |
| Skeet (equipos)      | Estados Unidos 207                    | Rusia · 203                         | Italia · 202                                |

## Medallero
| Núm. | País           | Oro | Plata | Bronce | Total |
| ---- | -------------- | --- | ----- | ------ | ----- |
| 1    | Estados Unidos | 3   | 2     | 0      | 5     |
| 2    | China          | 2   | 3     | 2      | 7     |
| 3    | Italia         | 1   | 4     | 3      | 8     |
| 4    | Rusia          | 1   | 1     | 2      | 4     |
| 5    | España         | 1   | 0     | 1      | 2     |
| 6    | Alemania       | 1   | 0     | 0      | 1     |
|      | Chipre         | 1   | 0     | 0      | 1     |
|      | Polonia        | 1   | 0     | 0      | 1     |
|      | Ucrania        | 1   | 0     | 0      | 1     |
| 10   | Australia      | 0   | 2     | 0      | 2     |
| 11   | Eslovaquia     | 0   | 0     | 2      | 2     |
| 12   | Hungría        | 0   | 0     | 1      | 1     |
|      | India          | 0   | 0     | 1      | 1     |
|      | TOTAL          | 12  | 12    | 12     | 36    |